# Al-Masmija as-Saghira
Al-Masmija as-Saghira (arab. المسمية الصغيرة) – nieistniejąca już arabska wieś, która była położona w Dystrykcie Gazy w Mandacie Palestyny. Wieś została wyludniona i zniszczona podczas I wojny izraelsko-arabskiej, po ataku Sił Obronnych Izraela w dniu 9 lipca 1948.

## Położenie
Al-Masmija as-Saghira leżała na równinie nadmorskiej. Według danych z 1945 do wsi należały ziemie o powierzchni 6 478 ha. We wsi mieszkało wówczas 530 osób.
| własność gruntów | powierzchnia gruntów (hektary) |
| ---------------- | ------------------------------ |
| Arabowie         | 6 340                          |
| Żydzi            | 0                              |
| publiczne        | 138                            |
| Razem            | 6 478                          |

| Rodzaj użytkowanych gruntów | Arabowie (hektary) | Żydzi (hektary) |
| --------------------------- | ------------------ | --------------- |
| drzewa cytrusowe            | 147                | 0               |
| uprawy nawadniane           | 7                  | 0               |
| uprawy zbóż                 | 6 126              | 0               |
| nieużytki                   | 180                | 0               |
| zabudowane                  | 18                 | 0               |

## Historia
Wieś została założona w XIX wieku. Przez długie lata większość mieszkańców żyła w nędzy w chatach z gliny i słomy.
W okresie panowania Brytyjczyków al-Masmija as-Saghira rozwijała się jako niewielka wieś.
Podczas I wojny izraelsko-arabskiej w nocy z 8 na 9 lipca 1948 Siły Obronne Izraela rozpoczęły operację An-Far, podczas której al-Masmija as-Saghira została zajęta i całkowicie wysiedlona

## Miejsce obecnie
Rejon wioski zajmują obecnie pola uprawne moszawu Kefar ha-Rif.
Palestyński historyk Walid Chalidi, tak opisał pozostałości wioski al-Masmija as-Saghira: „Praktycznie nie ma żadnych śladów po wiosce”.